# How Not to Summon a Demon Lord
How Not to Summon a Demon Lord (jap. 異世界魔王と召喚少女の奴隷魔術 Isekai maō to shōkan shōjo no dorei majutsu) – seria light novel napisana przez Yukiyę Murasakiego i zilustrowana przez Takahiro Tsurusakiego, publikowana od grudnia 2014 nakładem wydawnictwa Kōdansha pod imprintem Ranobe Bunko. Na jej podstawie powstała manga autorstwa Naoto Fukudy oraz serial anime wyprodukowany przez studio Ajia-do Animation Works, który emitowano od lipca do września 2018. Drugi sezon został stworzony w koprodukcji przez studia Tezuka Productions i Okuruto Noboru, jego emisja trwała zaś od kwietnia do czerwca 2021.

## Fabuła
Takuma Sakamoto jest hikikomori, który w tajemniczy sposób zostaje przeniesiony do wirtualnego świata swojej ulubionej gry MMORPG, Cross Reverie, jako postać, którą sam stworzył – władca demonów Diablo. Dwie młode dziewczyny, które go przywołały, panterołaczka Rem i elfka Shera, próbują użyć zaklęcia, aby Takuma stał się ich sługą, ale dzięki jego magicznemu pierścieniowi, zaklęcie zostaje odbite, w wyniku czego obie stają się jego niewolnicami. Takuma, który jest osobą dotkniętą silnym lękiem społecznym, postanawia zachowywać się jak jego postać w grze, wykorzystując swoje wysokie statystyki i rozległą wiedzę o świecie Cross Reverie, aby przetrwać w nowym środowisku. Wraz z Rem i Sherą wyrusza w podróż, szukając sposobu na zwrócenie dziewczynom wolności, jednocześnie pomagając im w ich osobistych problemach, które skłoniły je do jego przyzwania.

## Bohaterowie
- Takuma Sakamoto (jap. 坂本 拓真 Sakamoto Takuma)

Seiyū: Masaaki Mizunaka 
- Shera L. Greenwood (jap. シェラ・L・グリーンウッド Shera Eru Gurīn’uddo)

Seiyū: Yū Serizawa 
- Rem Galleu (jap. レム・ガレウ Rem Gareu)

Seiyū: Azumi Waki 
- Alicia Crystella (jap. アリシア・クリステラ Arishia Kurisutera)

Seiyū: Yumi Hara 
- Sylvie (jap. シルヴィ Shiruvi)

Seiyū: Rumi Ōkubo 
- Edelgard (jap. エデルガルト Erudorugaruto)

Seiyū: Emiri Katō 
- Celestine Baudelaire (jap. セレスティーヌ・ボードレール Seresutīnu Bōdorēru)

Seiyū: Sayaka Senbongi 
- Klem (jap. クルム Kurumu)

Seiyū: Atsumi Tanezaki 
- Mei (jap. メイ)

Seiyū: Yūka Morishima 
- Emile Bichelberger (jap. エミール・ビュシェルベルジェール Emīru Byusheruberujēru)

Seiyū: Ryōtarō Okiayu 
- Keera L. Greenwood (jap. キイラ・L・グリーンウッド Kiira Eru Gurīn’uddo)

Seiyū: Akira Ishida 
- Chester Ray Galford (jap. チェスター・レイ・ガルフォード Chesutā Rei Garufōdo)

Seiyū: Akio Ōtsuka 
- Medios (jap. メディオス Mediosu)

Seiyū: Sayaka Ōhara 
- Saddler (jap. サドラー Sadorā)

Seiyū: Daisuke Namikawa 
- Lumachina Weselia (jap. ルマキーナ・ウエスエリア Rumakīna Uesueria)

Seiyū: Miku Itō 
- Rose (jap. ロゼ Roze)

Seiyū: Aoi Koga 
- Horn (jap. ホルン Horun)

Seiyū: Fumiko Uchimura 
- Fanis Laminitus (jap. ファニス・ラムニテス Fanisu Ramunitesu)

Seiyū: Chinatsu Akasaki 
- Gewalt (jap. ゲイバルト Geibaruto)

Seiyū: Kazuyuki Okitsu 
- Tria (jap. トリア Toria)

Seiyū: Maki Kawase 
- Batutta (jap. バドゥタ Badouta)

Seiyū: Kazuhiro Yamaji 
- Varakness (jap. バナクネス Varakunesu)

Seiyū: Shinnosuke Tachibana 
- Vishos (jap. ビジョス Bijosu)

Seiyū: Kōsuke Toriumi 
- Sanro (jap. サンロ)

Seiyū: Ayumu Murase 
- Grun (jap. グリューン Guryūn)

Seiyū: Kazutomi Yamamoto 
- Babylon (jap. ババロン Babaron)

Seiyū: Akane Fujita 

## Light novel
Seria light novel napisana przez Yukiyę Murasakiego i zilustrowana przez Takahiro Tsurusakiego ukazuje się nakładem wydawnictwa Kōdansha pod imprintem Ranobe Bunko od 2 grudnia 2014. Według stanu na 2 czerwca 2021, do tej pory ukazało się 14 tomów.
| Nr | Data wydania (język japoński) | ISBN (język japoński)  |
| -- | ----------------------------- | ---------------------- |
| 1  | 2 grudnia 2014                | ISBN 978-4-06-381433-0 |
| 2  | 1 maja 2015                   | ISBN 978-4-06-381461-3 |
| 3  | 2 września 2015               | ISBN 978-4-06-381487-3 |
| 4  | 2 lutego 2016                 | ISBN 978-4-06-381513-9 |
| 5  | 2 czerwca 2016                | ISBN 978-4-06-381541-2 |
| 6  | 30 września 2016              | ISBN 978-4-06-381557-3 |
| 7  | 2 marca 2017                  | ISBN 978-4-06-381589-4 |
| 8  | 2 sierpnia 2017               | ISBN 978-4-06-381619-8 |
| 9  | 2 lutego 2018                 | ISBN 978-4-06-381643-3 |
| 10 | 29 czerwca 2018               | ISBN 978-4-06-512645-5 |
| 11 | 2 października 2018           | ISBN 978-4-06-513796-3 |
| 12 | 2 maja 2019                   | ISBN 978-4-06-515618-6 |
| 13 | 2 czerwca 2020                | ISBN 978-4-06-519445-4 |
| 14 | 2 czerwca 2021                | ISBN 978-4-06-523735-9 |

## Manga
Na podstawie light novel powstała manga autorstwa Naoto Fukudy, która ukazuje się na stronie Nico Nico Seiga wydawnictwa Kōdansha w sekcji Suiyōbi no Sirius. Pierwszy rozdział został opublikowany 24 czerwca 2015.
| Nr | Data wydania (język japoński) | ISBN (język japoński)  |
| -- | ----------------------------- | ---------------------- |
| 1  | 2 lutego 2016                 | ISBN 978-4-06-376596-0 |
| 2  | 2 czerwca 2016                | ISBN 978-4-06-390637-0 |
| 3  | 30 września 2016              | ISBN 978-4-06-390657-8 |
| 4  | 9 marca 2017                  | ISBN 978-4-06-390687-5 |
| 5  | 9 sierpnia 2017               | ISBN 978-4-06-390723-0 |
| 6  | 2 lutego 2018                 | ISBN 978-4-06-510795-9 |
| 7  | 9 lipca 2018                  | ISBN 978-4-06-511981-5 |
| 8  | 6 grudnia 2018                | ISBN 978-4-06-514075-8 |
| 9  | 9 maja 2019                   | ISBN 978-4-06-515400-7 |
| 10 | 9 października 2019           | ISBN 978-4-06-517217-9 |
| 11 | 9 kwietnia 2020               | ISBN 978-4-06-519084-5 |
| 12 | 9 października 2020           | ISBN 978-4-06-520904-2 |
| 13 | 9 marca 2021                  | ISBN 978-4-06-522506-6 |
| 14 | 9 czerwca 2021                | ISBN 978-4-06-523593-5 |
| 15 | 9 września 2021               | ISBN 978-4-06-524775-4 |
| 16 | 7 stycznia 2022               | ISBN 978-4-06-526564-2 |
| 17 | 7 kwietnia 2022               | ISBN 978-4-06-527390-6 |
| 18 | 7 lipca 2022                  | ISBN 978-4-06-528254-0 |
| 19 | 9 listopada 2022              | ISBN 978-4-06-529673-8 |

## Anime
Adaptacja w formie telewizyjnego serialu anime została zapowiedziana w styczniu 2018. Została zanimowana przez studio Ajia-do Animation Works i wyreżyserowana przez Yūtę Murano. Scenariusz napisał Kazuyuki Fudeyasu, a postacie zaprojektował Shizue Kaneko. Głównym reżyserem animacji był Yuki Nishioka, natomiast za animacje akcji odpowiadał Yuki Miyamoto, który wykonał również projekty potworów. 12-odcinkowa seria była emitowana od 5 lipca do 20 września 2018 w stacjach AT-X, BS Fuji, Tokyo MX i Sun TV. Prawa do streamingu anime nabył Crunchyroll.
8 kwietnia 2020 ogłoszono, że seria otrzyma drugi sezon zatytułowany How Not to Summon a Demon Lord Ω, który został stworzony w koprodukcji przez studia Tezuka Productions i Okuruto Noboru. Za reżyserię odpowiadał Satoshi Kuwabara, natomiast reszta członków ekipy produkcyjnej powróciła do prac nad serialem. Drugi sezon był emitowany w stacjach TBS i BS-TBS od 9 kwietnia do 11 czerwca 2021 i liczył 10 odcinków.

### Ścieżka dźwiękowa
| Nr             | Tytuł                                                                | Wykonawcy                   | Źródło   |
| Czołówka       | Czołówka                                                             | Czołówka                    | Czołówka |
| -------------- | -------------------------------------------------------------------- | --------------------------- | -------- |
| 1              | „DeCIDE”                                                             | SUMMONERS 2+                | [ 4 ]    |
| 2              | „EVERYBODY! EVERYBODY!”                                              | Yū Serizawa, DJ KOO & MOTSU | [ 52 ]   |
| Napisy końcowe |                                                                      |                             |          |
| 1              | „Saiaku na hi demo anata ga suki.” (jap. 最悪な日でもあなたが好き。) | Yū Serizawa                 | [ 4 ]    |
| 2              | „YOU YOU YOU”                                                        | Yū Serizawa, DJ KOO & MOTSU | [ 52 ]   |